# Unificació dels acoblaments de gauge

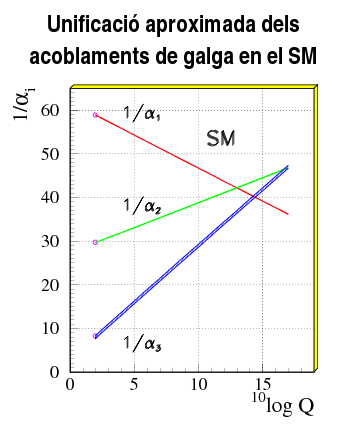
Evolució en funció de l'energia de (l'invers de) les constants d'acoblament del SM.

En física de partícules, els tres acoblaments de gauge del model estàndard, indicant la força de les interaccions electromagnètica (QED), feble i forta (QCD) a una energia donada, evolucionen de forma diversa (la QCD, amb llibertat asimptòtica, decreix amb l'energia, mentre que la QED creix fins al pol de Landau) però tots ells es creuen aproximadament a un punt comú, anomenat energia de gran unificació (GUT), o escala de GUT, a ΛGUT~10¹⁶ GeV. A aquestes energies, les tres interaccions s'unifiquen en una sola força. La unificació addicional amb la força gravitacional, en una teoria del tot, requereix una energia encara tres ordres de magnitud superior (l'escala de Planck a 1019 GeV). A aquestes energies tan altes (o distàncies tan curtes), la gravetat esdevé comparable amb les altres tres forces de la natura, un règim per al qual no existeix avui en dia una descripció matemàtica degut a l'absència d'una teoria quàntica de la gravetat.
Dins del model estàndard la unificació no és exacta: les tres forces no es creuen en un mateix punt, sinó que es creuen "de dos en dos" en el rang d'energies de 1013 a 10¹⁶ GeV. En models de supersimetria, la unificació de les interaccions és, però, quasi exacta. Les energies més altes que s'han assolit fins ara en col·lisions de partícules a l'LHC, són de l'ordre de 104 GeV i, per tant, molt lluny de les escales GUT o Planck.

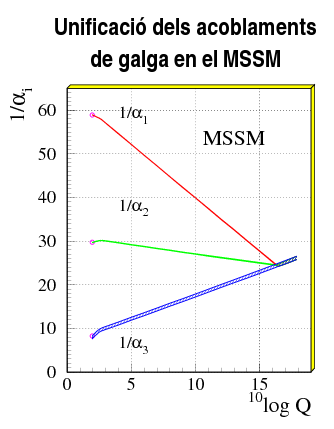
Evolució en funció de l'energia de (l'invers de) les constants d'acoblament del MSSM.

## Unificació d'acoblaments dins del Model Estàndard Mínim Supersimètric (MSSM)
Una característica interessant de la supersimetria (SUSY) és que els acoblaments dels tres grups de galga s'unifiquen exactament a ΛGUT~10¹⁶ GeV.
En efecte, les funcions-beta dels acoblaments dins de l'MSSM venen donades per:
| Grup de galga | {\displaystyle \alpha ^{-1}(M_{Z^{0}})} | {\displaystyle b_{0}^{\mathrm {MSSM} }} |
| ------------- | --------------------------------------- | --------------------------------------- |
| SU(3)         | 8.5                                     | {\displaystyle -3}                      |
| SU(2)         | 29.6                                    | {\displaystyle +1}                      |
| U(1)          | 59.2                                    | {\displaystyle +6{\frac {3}{5}}}        |

On l'invers dels acoblaments α1-1 poden ser determinats en el grup de simetria SU(5) de Georgi-Glashow que inclou un factor 3/5 diferent de la normalització del Model Estàndard.
La condició d'unificació a un bucle ve donada per l'expressió: {\displaystyle {\frac {\alpha _{3}^{-1}-\alpha _{2}^{-1}}{\alpha _{2}^{-1}-\alpha _{1}^{-1}}}={\frac {b_{0\,3}-b_{0\,2}}{b_{0\,2}-b_{0\,1}}}}, que sorprenentment, és satisfeta dins dels errors experimentals per als valors d'{\displaystyle \alpha ^{-1}(M_{Z^{0}})}.
Aquesta predicció és generalment considerada com una evidència indirecta que dona suport a l'existència de l'MSSM i teories SUSY amb GUT. Cal indicar però que la unificació dels acoblaments no implica necessàriament gran unificació (o supersimetria) car poden existir altres mecanismes que generin la unificació de les forces d'interacció.